# Kensuke Sasaki
Kensuke Sasaki (Fukuoka, 4 agosto 1966) è un ex wrestler giapponese, più volte campione del mondo nel suo paese di origine e tra i volti maggiormente riconoscibili del puroresu. È stato anche un lottatore di arti marziali miste.
Dopo aver debuttato nel 1986 e dopo alcuni anni di gavetta, ha raggiunta la fama nella federazione di debutto, la NJPW, ove ha conquistato, tra i vari titoli e tornei vinti, per 5 volte il titolo mondiale dei pesi massimi ed ha formato, lottando con il nome di Power Warrior assieme a Hawk dei Legion of Doom (per l'occasione rinominato "Hawk Warrior"), una coppia di successo nota come "Hell Raisers". Grazie agli accordi interpromozionali della NJPW, ha potuto competere anche nell'americana WCW, vincendo il WCW United States Championship. In seguito ha lottato per varie federazioni, fondandone anche una propria, il Kensuke Office.
Ha il primato di essere stato il primo atleta a vincere il titolo massimo delle tre principali federazioni giapponesi, la NJPW, la AJPW e la Pro Wrestling NOAH.

## Carriera

### Inizi (1986–1989)
Sasaki debuttò nel mondo del wrestling nel febbraio 1986 nella Japan Pro-Wrestling di Riki Choshu, una federazione satellite della All Japan Pro Wrestling (AJPW). Il 16 febbraio 1986, egli lottò contro Shinji Sasazaki, ma perse il match. Poco tempo dopo, Kensuke Sasaki lottò stabilmente nella All Japan Pro Wrestling per oltre un anno prima di seguire Choshu alla New Japan Pro-Wrestling (NJPW) nel 1987. Durante questo periodo, combatteva in coppia con Osamu Matsuda o Kenichi Oya.

### Escursioni internazionali (1989–1990)
Nel gennaio 1989, Sasaki partì per il Nord America; dapprima lottò nella World Wrestling Council (WWC) di Porto Rico, dove nel 1989 vinse la sua prima cintura in assoluto, il WWC Caribbean Tag Team Championship, insieme a Mr. Pogo.
Nel gennaio 1989, cominciò a dividersi tra WWC e Stampede Wrestling in Canada, dove combatteva con il ring name Benkei Sasaki. Durante il periodo canadese, oltre ad allenarsi nel Dungeon di Stu Hart, nell'agosto 1989 egli vinse il titolo Stampede International Tag Team Championship lottando in coppia con Sumo Hara.
Lottò anche nella Catch Wrestling Association (CWA) di Otto Wanz nel corso di tournée in Austria e Germania, utilizzando lo pseudonimo Kendo Sasaki.
Nel dicembre 1989, la Stampede Wrestling chiuse i battenti, e Sasaki andò a combattere nella Canadian National Wrestling Alliance (CNWA).

### New Japan Pro Wrestling & World Championship Wrestling (1990–2002)
Sasaki ritornò nella NJPW nel marzo 1990, e formò un popolare tag team con Hiroshi Hase. La coppia si aggiudicò in breve tempo i titoli IWGP Tag Team Championship l'11 novembre 1990, sconfiggendo Keiji Muto & Masahiro Chono. Detennero le cinture solo per un mese scontrandosi con Super Strong Machine & Tatsutoshi Goto, The Dragon Bombers (Shiro Koshinaka & Takayuki Iizuka) prima di venire sconfitti da Hiro Saito & Super Strong Machine il 26 dicembre dello stesso anno. Sasaki vinse solamente un altro titolo insieme a Hiroshi Hase pochi mesi dopo, tuttavia il regno durò molto poco, solo 15 giorni. Il tag team ebbe due regni da campioni IWGP Tag Team, e alcuni memorabili match con gli Steiner Brothers. Altri due titoli tag team seguirono alla fine del 1992; Sasaki assunse il ring name "Power Warrior" e lottò in coppia con Road Warrior Hawk come The Hell Raisers. I due dominarono la divisione tag team nella New Japan. Nell'ottobre 1992, egli iniziò anche a lottare periodicamente per la World Championship Wrestling (WCW), continuando fino al dicembre 1996.
Alcuni problemi insorsero nel 1995 quando Kensuke Sasaki rimase coinvolto in un incidente nel New Japan Dojo, e fu incolpato della morte di un allenatore, Hiromitsu Gompei. Secondo il libro Ring of Hell, durante l'allenamento, Sasaki colpì Gompei con un suplex in maniera troppo dura. Comunque, nessuna accusa venne emessa a suo carico, e non venne mai incriminato.
Sasaki smise l'identità di Power Warrior nel 1995 (riutilizzandola in seguito solo sporadicamente in caso di occasioni speciali) e cominciò a lottare come wrestler singolo. Egli vinse il primo titolo importante, il WCW United States Heavyweight Championship il 13 novembre 1995, sconfiggendo Sting a un evento NJPW. Questa fu la prima volta dove il titolo cambiò di mano fuori dagli Stati Uniti. Poco dopo perse la cintura in circostanze poco chiare, perdendo contro One Man Gang in quello che solo successivamente fu dichiarato un match ufficiale per il titolo.
Il mese di agosto del 1997 fu determinante per la carriera di Sasaki: il 3 agosto vinse il torneo G1 Climax battendo Hiroyoshi Tenzan in finale. Una settimana dopo, conquistò il titolo IWGP Tag Team Championship insieme a Kazuo Yamazaki. Infine, alla fine del mese, riuscirà a vincere l'IWGP Heavyweight Championship sconfiggendo il campione di lungo corso Shinya Hashimoto, conquistando così tre titoli importanti nello stesso mese. Sasaki cementò il suo dominio come campione difendendo la cintura contro Masahiro Chono e Keiji Muto. Nell'aprile 1998, perse il titolo IWGP con Tatsumi Fujinami. Nel marzo 1999, vinse un altro titolo IWGP Tag Team Championship, questa volta in coppia con Shiro Koshinaka.
Sasaki si aggiudicò per la seconda volta la cintura di IWGP Heavyweight Champion sconfiggendo Genichiro Tenryu. Arrivò poi anche un'altra vittoria del torneo G1 Climax nell'agosto 2000, battendo in finale Manabu Nakanishi. Il 9 ottobre 2000, cedette il titolo IWGP dopo aver perso contro Toshiaki Kawada in un non-title match svoltosi a uno show All Japan vs. New Japan chiamato Do Judge. Nella finale di un torneo, il 4 gennaio 2001, Sasaki riconquistò la cintura sconfiggendo Kawada durante uno show al Tokyo Dome. Nel marzo 2001, perse il titolo IWGP Heavyweight in favore di Scott Norton e alla fine del 2002 se ne andò dalla compagnia dopo aver dato le dimissioni a causa di dissapori con un manager della dirigenza.

### Fighting World of Japan Pro Wrestling (2003–2004)
All'inizio del 2003, Sasaki raggiunse il proprio mentore, Riki Choshu, nella sua nuova federazione Fighting World of Japan Pro Wrestling (World Japan). Lì divenne l'unico WMG Heavyweight Champion; tuttavia, alcune tensioni tra i due circa questioni finanziarie causarono la fuoriuscita di Sasaki e la chiusura della compagnia poco tempo dopo.

### Freelance (2004–2014)

#### New Japan Pro Wrestling (2004–2005)
Dopo aver lasciato la World Japan, nel 2004 Sasaki inizialmente tornò nella NJPW come heel indipendente, e nella kayfabe, tutto il roster della New Japan, soprattutto Yūji Nagata, era scontento del suo ritorno. Nel suo primo incontro, perse contro Nagata a Wrestling World 2004 per decisione dell'arbitro che decise di fermare l'incontro in un match particolarmente sanguinoso. In seguito si alleò con Manabu Nakanishi, che all'epoca aveva iniziato a utilizzare il suo personaggio di "lupo solitario". I due formarono un tag team denominato "Pirates Gundan", e si scontrarono spesso con la coppia Scott Norton & Genichiro Tenryu. Il 12 marzo, Sasaki vinse l'IWGP Heavyweight Championship, battendo Hiroyoshi Tenzan a Tokyo. Cedette il titolo due settimane dopo a Bob Sapp. Dopo aver introdotto nell'ambiente il suo protetto Katsuhiko Nakajima e dato vita alla "Kensuke Family", Sasaki effettuò un turn face cercando di rientrare nelle grazie del pubblico NJPW. In agosto, partecipò al suo primo G1 Climax sin dal 2002, ma non arrivò in finale venendo sconfitto da Tenryu. In ottobre, tornato ormai un favorito del pubblico, riconquistò l'IWGP Heavyweight Championship sconfiggendo in maniera controversa Kazuyuki Fujita in soli 2 minuti e 29 secondi. Successivamente difese la cintura contro Hiroshi Tanahashi e Minoru Suzuki, prima di cederla a Hiroyoshi Tenzan in dicembre. In seguito le sue apparizioni divennero sempre più sporadiche fino a quando uscì dalla federazione nel 2005.

#### All Japan Pro Wrestling (2005–2008)
Dopo essere ritornato nella NJPW, Sasaki cominciò nuovamente a lottare anche nella AJPW sebbene come indipendente, partecipò al Champion Carnival del 2004 e arrivò in finale dove perse con Keiji Muto. Dopo qualche altra apparizione occasionale sempre nel 2004, Sasaki iniziò a combattere a tempo pieno per la AJPW a partire dall'inizio del 2005. Il 16 gennaio, sfidò senza successo Toshiaki Kawada per la cintura Triple Crown Heavyweight Championship, ma il successo arrivò in seguito, prima vincendo il Champion Carnival sconfiggendo Jamal in finale. Il 26 luglio Sasaki & Katsuhiko Nakajima sconfissero i Voodoo Murders ("brother" Yasshi & Shuji Kondo) conquistando i titoli All Asia Tag Team Championship. Il 1º settembre a Differ Ariake, Kensuke (nelle vesti del suo vecchio personaggio "Power Warrior") & Road Warrior Animal sconfissero Yasshi & Kondo. Il 19 novembre, Sasaki ebbe un'altra occasione per il Triple Crown, ma questa volta fu sconfitto da Satoshi Kojima. Nel luglio 2006, si infortunò e quindi, lui e Nakajima furono costretti a rendere vacante i titoli All Asia Tag.
Dopo 5 mesi passati lontano dal ring, Sasaki tornò nella All Japan nel gennaio 2007. In maggio, Sasaki, Nakajima & Seiya Sanada vinsero la Samurai! TV Triple Arrow Six Man Tag Team Cup, battendo i Voodoo Murders (Kondo, Yasshi & Taru) in finale. Il 26 agosto 2007, sconfisse Minoru Suzuki diventando Triple Crown Heavyweight Champion. Difese il titolo per la prima volta contro Toshiaki Kawada il 18 ottobre 2007, e poi passò a lottare in coppia con Kawada dopo che Katsuhiko Nakajima si era infortunato nella World's Strongest Tag Determination League. Il 9 dicembre Sasaki & Kawada persero in finale contro Satoshi Kojima & Suwama.
Sasaki difese con successo il Triple Crown Championship contro Satoshi Kojima (il 1º marzo 2008). Poi partecipò al 2008 Champion Carnival dal 5 al 9 aprile, ottenendo in totale quattro punti dopo 1 vittoria (con Joe Doering), 1 sconfitta (con Minoru Suzuki) e 2 pareggi (con Suwama e Osamu Nishimura). Il 29 aprile 2008 Sasaki perse la cintura Triple Crown Championship all'evento Carnival Winner Suwama, e in giugno lasciò la compagnia.

#### Pro Wrestling Noah (2008–2013)
Sasaki debuttò nella Pro Wrestling Noah nel 2005, perdendo contro Kenta Kobashi all'evento Destiny 2005. Dopo aver perso i titoli Triple Crown nel 2008, Kensuke decise di trasferirsi alla Pro Wrestling Noah annunciando che sarebbe stata la sua federazione primaria d'ora in avanti. Il 6 settembre 2008, sconfisse Takeshi Morishima vincendo il titolo GHC Heavyweight, diventando così il primo wrestler a conquistare il titolo Heavyweight in tutte e tre le maggiori federazioni di wrestling giapponesi. Il 1º marzo 2009, perse la cintura GHC Heavyweight in favore di Jun Akiyama. Il 21 settembre 2009, fece coppia con Morishima per vincere i titoli GHC Tag Team sconfiggendo Akitoshi Saito & Bison Smith. La coppia perse le cinture il 6 dicembre 2009, contro Takeshi Rikio & Muhammad Yone.
Nel 2010, insieme al partner di tag team Takeshi Morishima partecipò alla Global Tag League, che durò dal 9 al 24 gennaio. Sasaki & Morishima terminarono il torneo con un totale di quattro punti, perdendo contro i vincitori dell'A-Block Yoshihiro Takayama & Takuma Sano. Sasaki partecipò anche alla Pro-Wrestling NOAH Global League del 2010, dal 28 marzo al 2 maggio. Durante questo torneo, sconfisse Jun Akiyama. Terminò il torneo con sette punti, perdendo contro Yoshihiro Takayama, il vincitore del torneo.

### Diamond Ring e ritiro (2005–2014)
Nel 2005, Sasaki fondò la propria federazione, il Kensuke Office. La compagnia era guidata da sua moglie, l'ex lottatrice joshi Akira Hokuto.
Nel settembre 2006, il Kensuke Office entrò a far parte della Global Professional Wrestling Alliance (GPWA). A partire dal 2007, la compagnia organizzò i suoi propri show, e alcuni dei talenti della federazione includevano Minoru Suzuki, Jun Akiyama, Genichiro Tenryu, Yoshihiro Takayama, Kikutaro, Takeshi Morishima, KENTA & Catfish Man. Nel gennaio 2012, il Kensuke Office fu rinominato Diamond Ring. Attualmente, la Diamond Ring svolge la funzione di territorio di sviluppo della Pro Wrestling NOAH.
L'11 febbraio 2014, Sasaki venne sconfitto da Katsuhiko Nakajima nel main event di un evento Diamond Ring, subendo così la prima sconfitta nella federazione di sua proprietà. Due giorni dopo, egli convocò una conferenza stampa annunciando il suo ritiro dal ring. A seguito del ritiro di Sasaki, la Diamond Ring rimase con un solo wrestler affiliato, Katsuhiko Nakajima, poiché Satoshi Kajiwara diede le dimissioni e Mitsuhiro Kitamiya si trasferì nella Pro Wrestling Noah.

## Carriera MMA
Tra il 2001 e il 2003, Sasaki ebbe due match di arti marziali miste. Li vinse entrambi per sottomissione al primo round battendo prima Dan Chase nel 2001 e il futuro lottatore UFC Christian Wellisch nel 2003.
In questo periodo, cambiò radicalmente il suo look, tagliandosi il caratteristico mullet, indossando tenute da ring con la parola "Volcano" in evidenza, e adattando tecniche apprese allenandosi in MMA per espandere il proprio parco mosse da wrestler.

## Titoli e riconoscimenti
- All Japan Pro Wrestling
  - All Asia Tag Team Championship (1) – con Katsuhiko Nakajima[21]
  - AJPW Triple Crown Heavyweight Championship (1)[22]
  - Champion Carnival (2005)
  - January 2 Korakuen Hall Heavyweight Battle Royal (2007)[23]
  - SAMURAI! TV Cup Triple Arrow Tournament (2007) – con Katsuhiko Nakajima & Seiya Sanada[24]
  - BAPE STA!! PRO-WRESTLING a-k-a Tournament (2004)[25]
- Dramatic Dream Team
  - KO-D 6-Man Tag Team Championship (1) – con Danshoku Dino & Makoto Oishi[26]
- Fighting World of Japan Pro Wrestling
  - World Magma the Greatest Championship (1)[27]
  - WJ Strongest Tournament (2003)[24]
- Hawaii Championship Wrestling
  - HCW Kamehameha Heritage World Heavyweight Championship (1)[28]
  - HCW Kekaulike Heritage Tag Team Championship (2) – con Kenjiro Katahira[29]
- Michinoku Pro Wrestling
  - Tohoku Tag Team Championship (1) – con Katsuhiko Nakajima[30]
- New Japan Pro-Wrestling
  - IWGP Heavyweight Championship (5)
  - IWGP Tag Team Championship (7) – con Hiroshi Hase (2), Hawk Warrior (2), Riki Choshu (1), Kazuo Yamazaki (1) & Shiro Koshinaka (1)[31]
  - G1 Climax (1997,[32] 2000)
  - G1 Climax Special Tag Team Tournament (1997) – con Kazuo Yamazaki[24]
  - Japan/United States All Star Tournament (1996)[24]
  - MVP Award (2000)[33]
  - Singles Best Bout (2000)[33] vs. Toshiaki Kawada il 9 ottobre
  - SKY PerfecTV! Cup (2001)[34]
- Nikkan Sports
  - Match of the Year (2000)  vs. Toshiaki Kawada il 9 ottobre[35]
  - Match of the Year (2005) vs. Kenta Kobashi il 18 luglio[36]
  - Outstanding Performance Award (1997, 2004, 2008)[37][38][39]
  - Fighting Spirit Award (2004)[38]
- Pro Wrestling Illustrated
  - 10º nella lista dei migliori 500 wrestler singoli nei PWI 500 del 2000[40]
  - 27º nella lista dei migliori 100 tag team nei PWI Years con Hiroshi Hase nel 2003[41]
  - 103º nella lista dei migliori 500 wrestler singoli dei "PWI Years" del 2003[42]
- Pro Wrestling Noah
  - GHC Heavyweight Championship (1)[43]
  - GHC Tag Team Championship (1) – Takeshi Morishima[44]
  - One Night Six Man Tag Tournament (2012) – con Kento Miyahara & Takeshi Morishima
  - Global Tag League Outstanding Performance Award (2013) – con Katsuhiko Nakajima[45]
- Stampede Wrestling
  - Stampede Wrestling International Tag Team Championship (1) – con Sumo Hara[46]
- Tokyo Sports
  - Lifetime Achievement Award (2014)[47]
  - Match of the Year (2000)[48]  vs. Toshiaki Kawada il 9 ottobre
  - Match of the Year (2005)[48] vs. Kenta Kobashi il 18 luglio
  - Outstanding Performance Award (2008)[48]
  - Wrestler of the Year (2004)[48]
- Toryumon Mexico
  - UWA World Tag Team Championship (1) – con Animal Warrior[49]
  - Suzuki Cup (2007) – con Marco Corleone & Ultimo Dragon[24][50]
- World Championship Wrestling
  - WCW United States Heavyweight Championship (1)1[51]
- World Wrestling Council
  - WWC Caribbean Tag Team Championship (2) – con Mr. Pogo[52]
- Wrestling Observer Newsletter
  - Match of the Year (1991) con Hiroshi Hase vs. Rick Steiner & Scott Steiner a WCW/New Japan Supershow
  - Wrestling Observer Newsletter Hall of Fame (Classe del 2013)[53]

1 Sasaki vinse il titolo a Tokyo, Giappone come parte di un evento interpromozionale tra New Japan Pro-Wrestling e World Championship Wrestling.